# Concentratie (enzym)
De enzymeenheid, of internationale eenheid voor enzymen (symbool U, soms ook IU) is een eenheid om enzymatische activiteit weer te geven.
1 U (μmol/min) wordt gedefinieerd als de hoeveelheid enzym die in staat is om in 1 minuut de omzetting van 1 μmol =10−6 mol substraat te katalyseren.
Omdat de werking van enzymen erg kan afhangen van de precieze reactieomstandigheden, moeten deze ook opgegeven worden bij de rapportage van U. De opgegeven specificaties zullen vaak, maar niet altijd, de optimale omstandigheden zijn en omvatten temperatuur, pH en substraatconcentratie, die in combinatie met elkaar een zo hoog mogelijke omzetting per tijdseenheid geven. De temperatuur is vaak 25 °C.
De unit werd in 1964 vastgesteld door de International Union of Biochemistry. Het maakte een einde aan de problemen die samenhingen met de zuiverheid van enzympreparaten en de discussie over de lage concentraties van enzymen. Als eiwitten zijn enzymen lastig van andere eiwitten te scheiden zonder dat ze denatureren. Het effect van een enzym op een substraat is vaak veel makkelijker te meten.
Omdat de minuut als tijdseenheid geen SI-eenheid is, wordt het gebruik van de unit als eenheid ontmoedigd ten gunste van de door de General Conference on Weights and Measures in 1978 voorgestelde en in 1999 officieel vastgestelde katal met als symbool kat.
1 katal is de hoeveelheid enzym die in 1 seconde in staat is om 1 mol substraat onder de genoemde condities om te zetten dus:
1 U = 1 μmol/min = 1/60 μmol/s ≈ 16,67 nmol/s;
16,67 nkat = 16,67 nmol/s;
zodat, 1 U = 16,67 nkat